# Route 93 (Alberta)
Pour les articles homonymes, voir Route 93.
La Route 93 est une route sud / nord en Alberta. Elle est aussi connue comme la Banff-Windermere Parkway au sud de la route 1 et comme la Icefields Parkway au nord de cette même route. Elle traverse le Parc national Banff et le Parc national Jasper et est entretenue par Parcs Canada sur toute sa longueur. Elle débute à la frontière de la Colombie-Britannique au Col Vermilion comme prolongement de la route 93, et se rend jusqu'à Jasper, à l'intersection avec la route 16. Le numéro de la route origine de la US 93 et ce même numéro est continu jusqu'au centre de l'Arizona.

## Description du tracé

### Banff-Windermere Highway

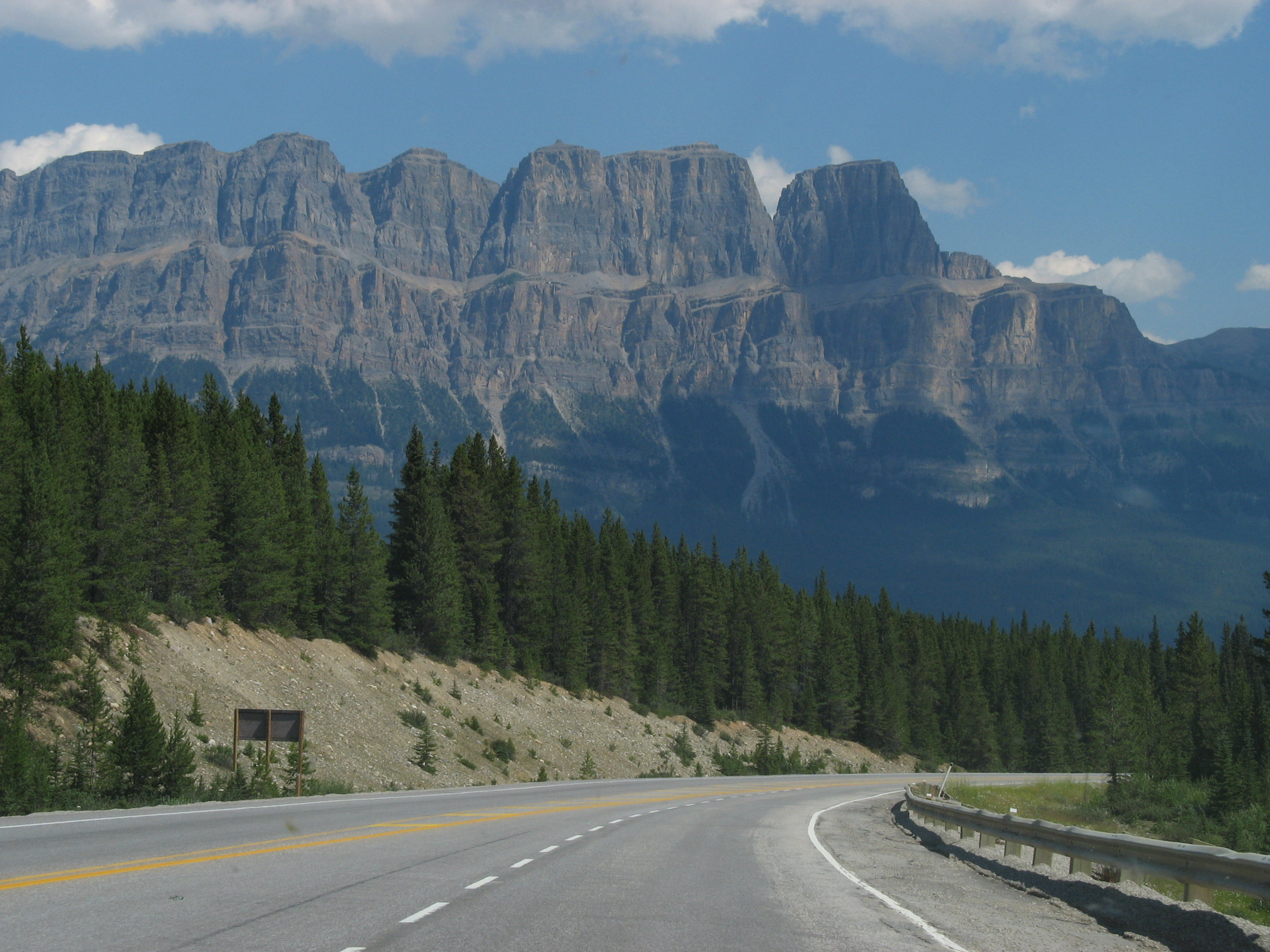
Castle Mountain dans le Parc national Banff depuis la route 93.

Le segment sud de la route fait partie de la Banff-Windermere Highway, une route de 104 km (65 mi) reliant la route 95 de Colombie-Britannique à Radium Hot Springs, passant par le Parc national de Kootenay et le Col Vermilion jusqu'à la jonction avec la route 1 (route transcanadienne) à Castle Junction. Les dix derniers kilomètres de cette route sont en Alberta, dans le Parc national Banff. Avant 1959, ce segment portait le numéro 1B.

### Route transcanadienne
La route 93 rencontre la route 1 à Castle Junction, à mi-chemin entre Banff et Lake Louise. La route 93 forme un multiplex avec la route 1 sur 28 km (17 mi) vers le nord-ouest et s'en sépare à l'ouest de Lake Louise.

### Promenade des Glaciers

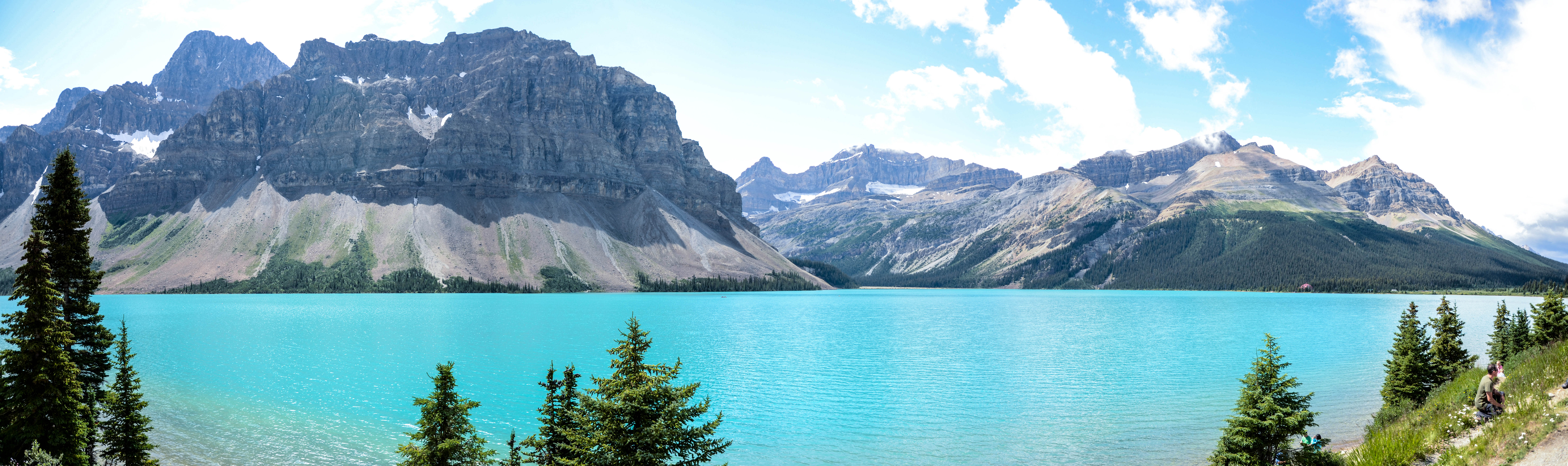
Bow Lake

La Promenade des Glaciers est une route panoramique de 230 km (140 mi) qui suit la ligne continentale de partage des eaux, traversant le paysage accidenté des Rocheuses canadiennes, traversant le Parc national Banff et le Parc national de Jasper. Elle est nomméée d'après le champ de glace Columbia, visible depuis la route. Elle relie Lake Louise et Jasper au nord. La Promenade des Glaciers débute à la jonction avec la route 1 et se dirige vers le nord-ouest. Elle passe par Saskatchewan River Crossing avant d'atteindre Jasper et de prendre fin à l'intersection avec la route 16 (Route Yellowhead).
La Promenade des Glaciers a été précédée par la Glacier Trail, laquelle a ouvert en 1885 après que le chemin de fer du Canadien Pacifique soit complété et ait entraîné une hausse du trafic touristique dans le Parc national Banff. En 1931, le gouvernement fédéral a autorisé la construction d'une route à une voie entre Lake Louise et Jasper. Afin d'embaucher le plus de gens possible, la route a entièrement été construite à la main et a nécessité 600 hommes. La route a été complétée en 1940; cependant, durant les années 1950, une hausse notable du trafic est observé sur la route. Elle a été reconstruite et modernisée en 1961.

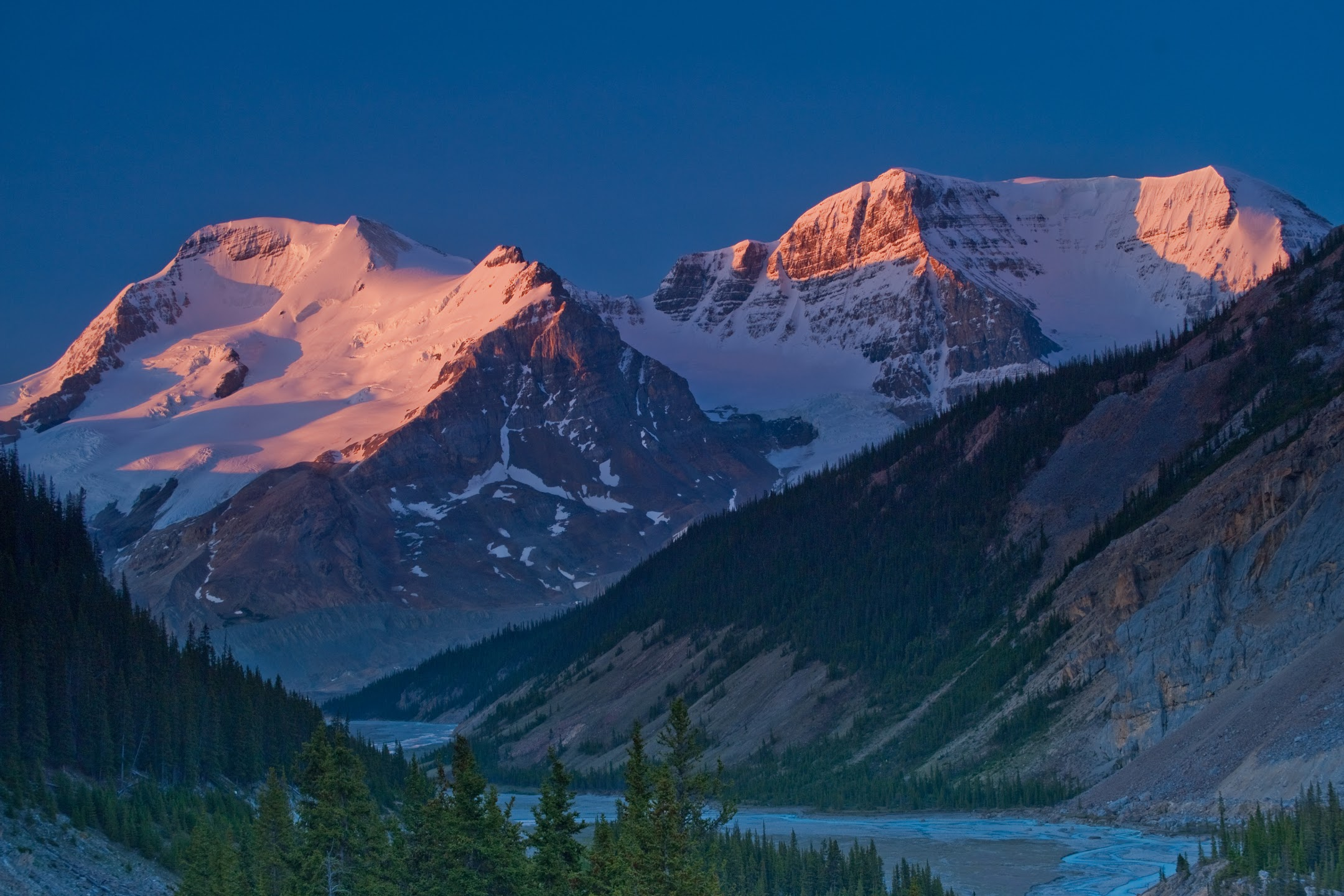
Points d'observation de la route

La route est achalandée en juillet et en août avec jusqu'à 100 000 véhicules l'empruntant par mois. La route est principalement une route à deux voies avec quelques voies de dépassement. Elle minimise les pentes et les virages en épignle. La neige peut être aperçue à toute période de l'année et la météo extrême est fréquente en hiver.

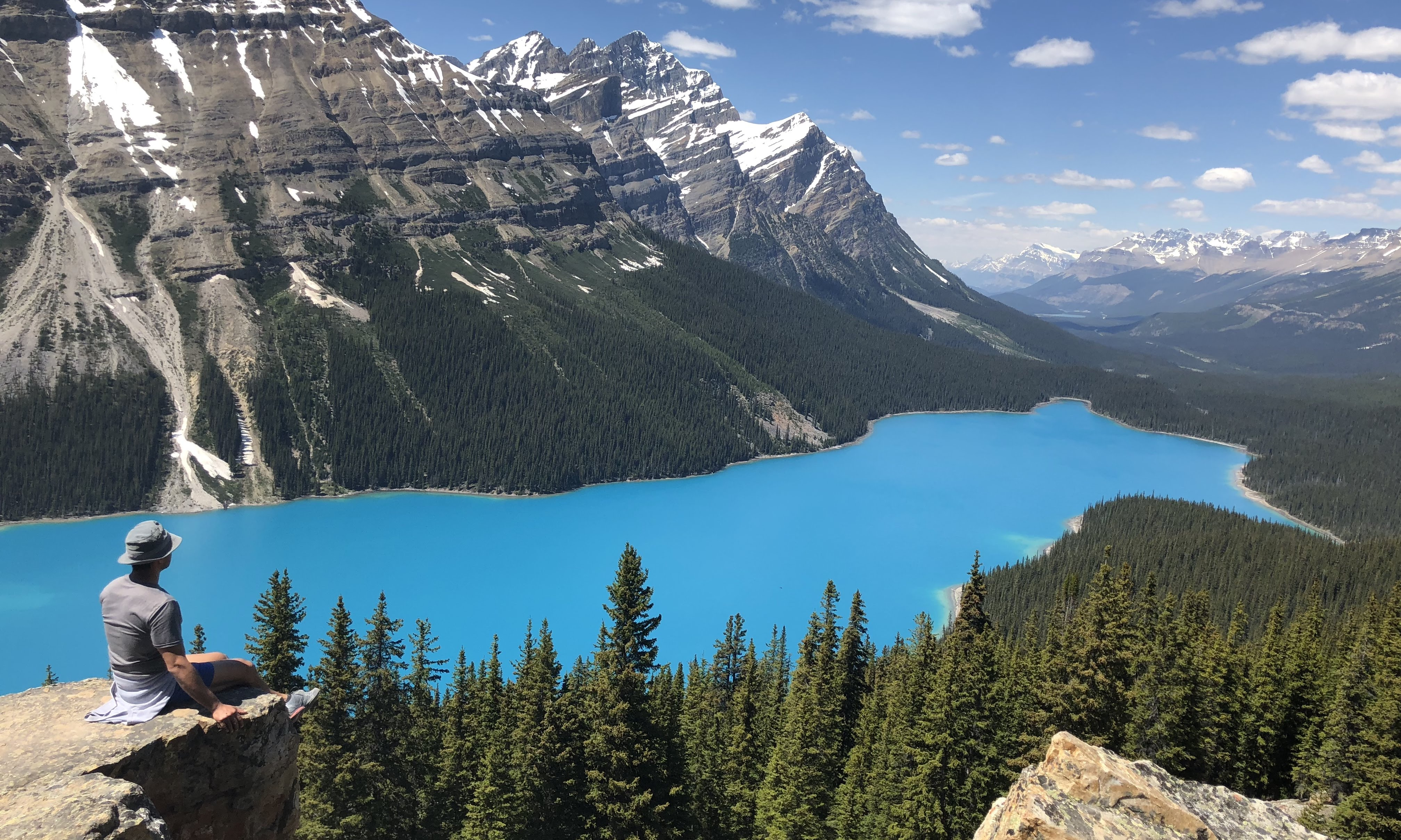
Peyto Lake

Un permis pour les Parcs nationaux canadiens est nécessaire pour parcourir la Promenade des Glaciers. Des postes près de Lake Louise, de Jasper et de Saskatchewan River Crossing font appliquer la loi. Les camions commerciaux y sont interdits. En hiver, des chaînes ou des pneus d'hiver sont requis et des fermetures peuvent survenir sans avertissement. Il n'y a pas de couverture cellulaire sur la route.

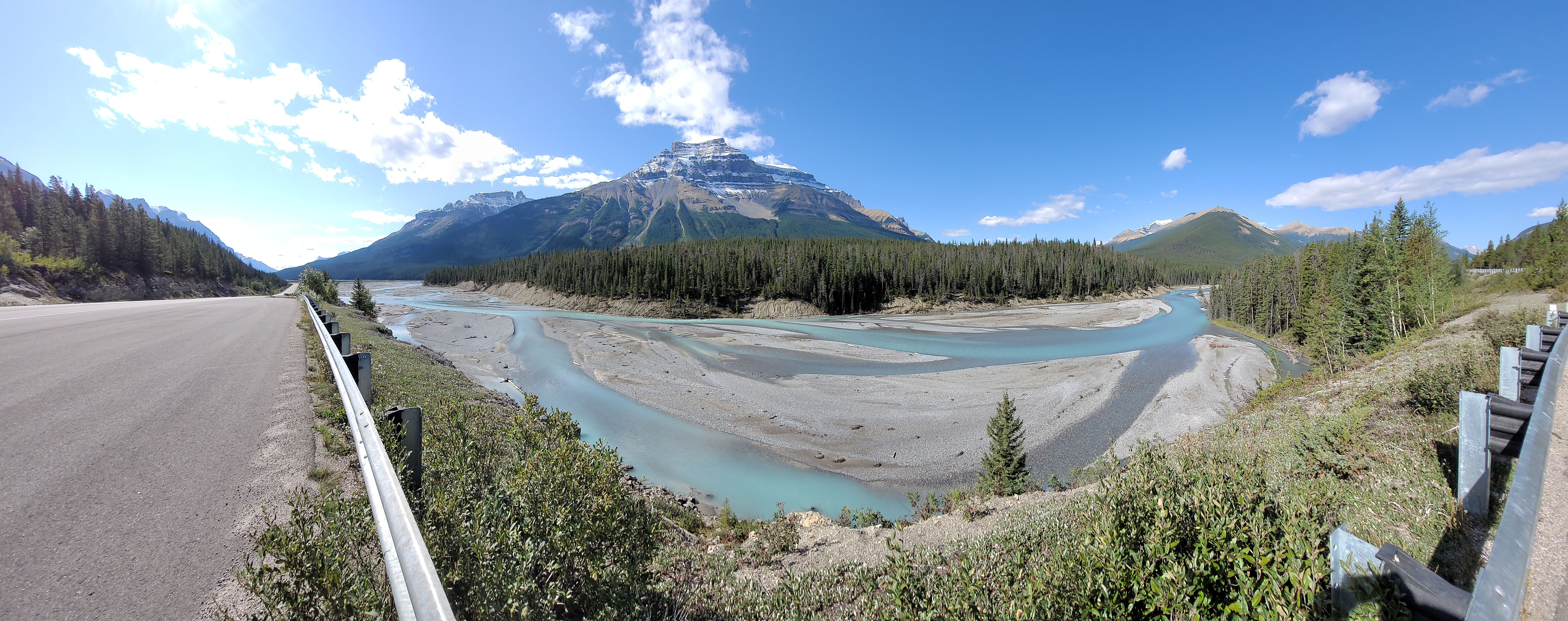
Sur la Promenade des Glaciers près du site de camping Norman Creek (2021).

## Intersections majeures

Vue panoramique à 360° du Mont Amery et de la rivière Alexandra sur la Promenade des Glaciers.

| Municipalité rurale / spécialisée                            | Ville                                                                             | km                                                | Destinations                                                                            | Notes                                                                              |
| ------------------------------------------------------------ | --------------------------------------------------------------------------------- | ------------------------------------------------- | --------------------------------------------------------------------------------------- | ---------------------------------------------------------------------------------- |
| I.D. No 9                                                    |                                                                                   | 0,00                                              | Route 93 sud (Banff-Windermere Highway) – Parc national de Kootenay, Radium Hot Springs | Continue en Colombie-Britannique                                                   |
| I.D. No 9                                                    | Col Vermilion – 1 680 m (5 510 pi)                                                | 0,00                                              |                                                                                         |                                                                                    |
| I.D. No 9                                                    | 10,60                                                                             | AB-1 est – Banff, Calgary                         | Terminus sud du multiplex avec l'AB-1; échangeur; sortie 50 de l'AB-1                   |                                                                                    |
| I.D. No 9                                                    | 10,60                                                                             | Vers AB-1A (Bow Valley Parkway) – Castle Mountain |                                                                                         |                                                                                    |
| I.D. No 9                                                    | 10,60                                                                             | Terminus nord de la Banff-Windermere Highway      |                                                                                         |                                                                                    |
| I.D. No 9                                                    | 32,50                                                                             | Traverse la rivière Bow                           | Traverse la rivière Bow                                                                 |                                                                                    |
| I.D. No 9                                                    | Lake Louise                                                                       | 35,50                                             | AB-1A est (Bow Valley Parkway) / Lake Louise Drive                                      | Échangeur                                                                          |
| I.D. No 9                                                    |                                                                                   | 38,20                                             | AB-1 ouest – Parc national de Yoho, Field, Golden                                       | Terminus nord du multiplex avec l'AB-1; échangeur                                  |
| I.D. No 9                                                    | Terminus sud de la Promenade des Glaciers • Permis des Parcs nationaux nécessaire | 38,20                                             |                                                                                         |                                                                                    |
| I.D. No 9                                                    | 38,90                                                                             | Entrée du Parc national Banff                     |                                                                                         |                                                                                    |
| I.D. No 9                                                    | 78,40                                                                             | Bow Summit – 2 069 m (6 788 pi)                   | Bow Summit – 2 069 m (6 788 pi)                                                         |                                                                                    |
| I.D. No 9                                                    | 112,40                                                                            | Traverse la rivière Saskatchewan Nord             | Traverse la rivière Saskatchewan Nord                                                   |                                                                                    |
| I.D. No 9                                                    | Saskatchewan River Crossing                                                       | 114,00                                            | AB-11 est – Rocky Mountain House, Red Deer                                              | Terminus ouest de l'AB-11                                                          |
| Limite I.D. No 9–I.D. No 12                                  |                                                                                   | 159,10                                            | Col Sunwapta – 2 030 m (6 660 pi)                                                       | Col Sunwapta – 2 030 m (6 660 pi)                                                  |
| I.D. No 12 (Parc national de Jasper)                         |                                                                                   | 235,30                                            | AB-93A nord – Chutes Athabasca                                                          | Terminus sud de l'AB-93A                                                           |
| I.D. No 12 (Parc national de Jasper)                         | 257,90                                                                            | Traverse la rivière Athabasca                     | Traverse la rivière Athabasca                                                           |                                                                                    |
| I.D. No 12 (Parc national de Jasper)                         | 258,70                                                                            | AB-93A sud – Marmot Basin                         | Terminus nord de l'AB-93A                                                               |                                                                                    |
| I.D. No 12 (Parc national de Jasper)                         | 259,20                                                                            | Entrée du Parc national de Jasper                 |                                                                                         |                                                                                    |
| I.D. No 12 (Parc national de Jasper)                         | 264,00                                                                            | AB-93A nord – Jasper                              | Terminus sud de l'AB-93A                                                                |                                                                                    |
| I.D. No 12 (Parc national de Jasper)                         | 264,70                                                                            | Traverse la rivière Miette                        | Traverse la rivière Miette                                                              |                                                                                    |
| I.D. No 12 (Parc national de Jasper)                         | Jasper                                                                            | 265,40                                            | Terminus nord de la Promenade des Glaciers • Permis des Parcs nationaux nécessaire      | Terminus nord de la Promenade des Glaciers • Permis des Parcs nationaux nécessaire |
| I.D. No 12 (Parc national de Jasper)                         | Jasper                                                                            | 265,40                                            | AB-16 – Prince George, Kamloops, Edmonton                                               |                                                                                    |
| I.D. No 12 (Parc national de Jasper)                         | Jasper                                                                            | 265,40                                            | AB-16A nord (Connaught Drive) – Jasper                                                  | Terminus sud de l'AB-16A                                                           |
| - Terminus de multiplex - Accès payant - Transition de route |                                                                                   |                                                   |                                                                                         |                                                                                    |

## Route 93A
Tout juste au sud de Jasper, une courte route se détache de la route 93. Il s'agit du premier segment de la route 93A qui sonne accès au sud de la ville.
Une autre route porte le numéro de route 93A. Elle parcourt 24 km (15 mi) et se trouve plus au sud, dans le Parc national de JAsper. Elle offre un accès à certains belvédères et attractions dans le Parc.